# Адам Рошковський
Адам Рошковський (пол. Adam Roszkowski) — польський інженер і дипломат. Голова польської делегації з репатріації у Києві (1921—1923).

## Життєпис
Адам Рошковський закінчив Київський університет та Київський політехнічний інститут. Працював інженером-дизайнером у Києві.
У 1921—1922 рр. — Голова польської делегації з репатріації у Києві. На чолі делегації Адам Рошковський забезпечував повернення до Польщі польських військовополонених та інтернованих, а також біженців з території Царства Польського часів Першої світової війни. Надавав допомогу полякам Києва. Адам Рошковський опікувався польськими школами Києва та надавав їм матеріальну підтримку. За контакти з Адамом Рошковським у 1931 році ДПУ сфабрикувало справу проти польських учителів. До висилки з Києва була засуджена директор 11 польської школи в Києві Ядвига Шумович.
У 1922 році виїхав до Варшави.

## Сім'я
- Дружина — Дороті Лайшке (Leiszke), походила зі Швейцарії.
- Донька — Тереза Рошковська (23 листопада 1904, Київ — 25 жовтня 1992, Варшава) — польська художниця, сценограф світового рівня, дизайнер[4].
- Син — Олесь Рошковський